# 沈振龍
沈振龍（？—？），字潜起，號翼乾，浙江嘉兴府秀水縣人。

## 生平
万历三十一年（1603年）癸卯科浙江乡试举人，四十一年（1613年）癸丑科進士，授泉州府推官，迁顺天府教授，升国子监博士，擢南京兵部车驾司主事，天啓改元，升本司员外郎、郎中，二年任淮安府知府，以拾遗去职。补知广德州，再任南京兵部车驾司员外、郎中，升江西赣州府知府，因平冤狱，忤上僚，崇祯四年（1631年）贬苏州卫经历，坐废归里，睦族赈贫，平糴掩骸，乡里德之。

## 家族
子沈耀辰，字君房，由崇祯丁卯副榜恩贡，甲申秋谒选，辨复父职，辰亦授三水令，旋升广州府，有异绩，寻以病辞，留滞粤中。次子瞻日冒险行数千里寻亲还，浙人称其孝。其孫景文、廷文，皆以文誉著称一时。